# جيريمي ريتش
جيريمي ريتش هو لاعب هوكي الجليد كندي، ولد في 11 فبراير 1979 في Craik, Saskatchewan ‏ في كندا.

## وصلات خارجية
- جيريمي ريتش على موقع دوري الهوكي الوطني (الإنجليزية)
- جيريمي ريتش على موقع EliteProspects.com (الإنجليزية)
- جيريمي ريتش على موقع HockeyDB.com (الإنجليزية)
- جيريمي ريتش على موقع Hockey-Reference.com (الإنجليزية)